# Ozero Plesetskoje (sjö i Belarus)
Ozero Plesetskoje (ryska: Озеро Плесецкое) är en sjö i Belarus.   Den ligger i voblasten Homels voblast, i den centrala delen av landet, 210 km sydost om huvudstaden Minsk. Ozero Plesetskoje ligger 116 meter över havet.
I omgivningarna runt Ozero Plesetskoje växer i huvudsak blandskog. Runt Ozero Plesetskoje är det ganska glesbefolkat, med 24 invånare per kvadratkilometer.